# Erythronium citrinum
Erythronium citrinum (em ingles: citrus fawn lily ou cream fawn lily) é uma espécie de planta com flor, pertencente à família Liliaceae.
A planta é encontrada na região oeste da América do Norte, nos estados de Oregon e California.